# 舞台に立って
「舞台に立って」（ぶたいにたって）は、日本の音楽ユニット・YOASOBIの楽曲。Ayaseが作詞・作曲を担当し、2024年7月26日にソニー・ミュージックエンタテインメントから配信限定シングルとしてリリースされた。「NHKスポーツテーマ2024」として制作された楽曲であり、NHKの2024年のスポーツ中継および2024年パリオリンピック・パラリンピックのテーマソングとなっている。楽曲はスポーツをテーマとした3つの読切漫画作品をもとに江坂純が書き下ろした短編小説を原作として制作された。Billboard Japan Hot 100では16位、オリコン合算シングルランキングでは29位を記録した。

## 背景とリリース
2024年5月22日、NHKはYOASOBIが2024年パリオリンピック・パラリンピックを含む2024年のNHKのスポーツ中継で使用される楽曲「NHKスポーツテーマ2024」を担当すると発表した。2024年6月27日、楽曲のタイトルが「舞台に立って」であることと、楽曲が翌日の第108回日本陸上競技選手権大会の放送で初公開されることが発表された。パリオリンピックの開会式と同日となる2024年7月26日に配信限定シングルとしてリリースされた。英語版の楽曲である「On the Stage」はパリオリンピックの最終日となる2024年8月11日にリリースされた。

## 制作
楽曲の制作にあたっては、タイザン5・桐島由紀・春野昼下の3人がスポーツをテーマとした読切漫画を制作した。2024年7月26日にタイザン5の漫画『はなれたふたり』、7月27日に桐島由紀の漫画『パラレルレーン』、7月28日に春野昼下の漫画『終わらないデュース』がウェブコミック配信サイトの『少年ジャンプ+』（集英社）において公開された。「舞台に立って」は、これらの3作品をもとに江坂純が執筆した小説3篇を原作としてAyaseが制作した。
『はなれたふたり』は、小学生時代から同じサッカーチームでゴールキーパーとストライカーを務めてきた孝太郎とスバルの関係性が、高校で実力差が露わになっていったことを機に変化していく様子を描いている。『パラレルレーン』は、交通事故で右脚を失いふさぎ込んでいた水泳部元エースの夏凪漣が、生まれつき障害を抱えながらパラスイマーとして世界一になるという目標をもつ鮫島伊吹と出会ったことで、心境が変わっていく様子を描いている。『終わらないデュース』は、テニスの世界大会決勝において、世界的スーパースターのメルル・アンジェリカと努力を武器に勝ち上がってきた山田イチが、フルセットのタイブレークでデュースを何年も繰り広げる展開を描いている。

## 音楽性
音楽的には、「舞台に立って」はアスリートたちが勇気をもって一歩を踏み出さなければならない局面で抱える葛藤・悩み・希望などを映し出したロックである。Ayaseは、何かに挑む瞬間の人の背中を押せるような応援歌にしたいという思いを込めたと話している。ライターの石井恵梨子は、「青春系ロックバンドのスタンダードのよう」なストレートなサウンドが特徴的だと評している。

## アートワーク
アートワークは、タイザン5・桐島由紀・春野昼下の3人が描き下ろしたイラストを使用し、スポーツをテーマとした楽曲の世界観を表現したコラージュデザインとなっている。

## チャート成績
「舞台に立って」は、2024年8月5日付のオリコン週間デジタルシングル（単曲）ランキングで1万1236ダウンロードを記録して1位を獲得した。オリコン合算シングルランキングでは29位を記録した。2024年7月31日付のBillboard Japan Hot 100では3日間の集計期間で初登場43位を記録し、翌週に16位を記録した。Billboard Japan Download Songsでは1万735ダウンロードで1位を記録し、Billboard Japan Streaming Songsでは35位を記録した。

## ミュージック・ビデオ
2024年7月26日にミュージック・ビデオのティザー映像が公開され、8月6日の日本時間20時にミュージック・ビデオがYouTubeでプレミア公開された。ミュージック・ビデオはPERIMETRONのMargtが映像ディレクターを務め、全編アニメーションで制作された。楽曲のテーマであるスポーツを軸として、人がひたむきに努力する姿や、その過程で起こる困難や挫折が描かれている。英語版のミュージック・ビデオは2024年8月11日に公開された。

## ライブ・パフォーマンス
YOASOBIは2024年11月9日に東京ドームで開催された公演「YOASOBI 5th ANNIVERSARY DOME LIVE 2024 “超現実”」において、アンコールで「舞台に立って」を披露した。

## その他の使用
パリオリンピックの開会式と同日の2024年7月26日、東京都が東京都庁舎で行っているプロジェクションマッピングで「舞台に立って」とコラボした作品が上映された。「舞台に立って」は、俳優の高橋文哉と出口夏希が出演するはるやま商事のCMや、「YOASOBI ASIA TOUR 2024-2025 “超現実｜cho-genjitsu”」のシンガポール公演の映像を使用したSamsung Galaxy S25 UltraのCMでも起用された。

## シングル収録曲
| #         | タイトル         | 作詞・作曲 | 時間 |
| --------- | ---------------- | ---------- | ---- |
| 1.        | 「舞台に立って」 | Ayase      | 3:27 |
| 合計時間: | 合計時間:        | 合計時間:  | 3:27 |

| #         | タイトル         | 作詞        | 作曲      | 時間 |
| --------- | ---------------- | ----------- | --------- | ---- |
| 1.        | 「On the Stage」 | Konnie Aoki | Ayase     | 3:27 |
| 合計時間: | 合計時間:        | 合計時間:   | 合計時間: | 3:27 |

## スタッフ・クレジット
- Ayase – 作詞、作曲、編曲、プロデュース[27]
- ikura – ボーカル[27]
- Konnie Aoki – 英語版歌詞[28]
- Rockwell – ギターアレンジ、ベースアレンジ、レコーディング[29]
- 江坂純 – 原作小説（『はなれたふたり』、『パラレルレーン』、『終わらないデュース』）[7]

## チャート
| チャート（2024年）           | 最高順位 |
| ---------------------------- | -------- |
| 日本 (Japan Hot 100)         | 16       |
| 日本 合算シングル (オリコン) | 29       |

| チャート（2024年）                    | 順位 |
| ------------------------------------- | ---- |
| 日本 Download Songs (Billboard JAPAN) | 40   |

## リリース日一覧
| 国・地域 | リリース日    | 規格                                  | バージョン | レーベル                               | 出典   |
| -------- | ------------- | ------------------------------------- | ---------- | -------------------------------------- | ------ |
| 全世界   | 2024年7月27日 | デジタル・ダウンロード ストリーミング | オリジナル | ソニー・ミュージックエンタテインメント | [ 32 ] |
| 全世界   | 2024年8月11日 | デジタル・ダウンロード ストリーミング | 英語       | ソニー・ミュージックエンタテインメント | [ 33 ] |